# 特別な一日
『特別な一日』（とくべつないちにち、原題: Una giornata particolare）は、1977年に製作・公開されたイタリア・カナダの合作映画である。

## 概要
1938年、ファシスト政権下のローマを舞台としており、エットーレ・スコラが監督、ソフィア・ローレンとマルチェロ・マストロヤンニが主演した。

## あらすじ
アントニエッタの家族たちはアドルフ・ヒトラーが列車でローマにやって来たので、その歓迎祝典を一目見ようと町へ繰り出してしまう。
その祝典のラジオ放送を聞きながらアントニエッタは自宅で不倫相手のガブリエーレと家事をしていたが、行為後ガブリエーレはすぐに帰ってしまう。
その後アントニエッタの夫のエマヌエーレと子どもたちが祝典から帰ってきて家族で食事をとっていた最中、エマヌエーレは「20年後や30年後に子供たちに言えるだろう。"私はそこにいた"と…」と呟く。
つまりきょうは、アントニエッタとエマヌエーレ双方にとって特別な一日だった、という意味合いが込められている。

## キャスト
- アントニエッタ - ソフィア・ローレン
- ガブリエーレ - マルチェロ・マストロヤンニ
- エマヌエーレ - ジョン・ヴァーノン： アントニエッタの夫。

## スタッフ
- 監督：エットーレ・スコラ
- 製作：カルロ・ポンティ
- 脚本：エットーレ・スコラ、マウリツィオ・コスタンツォ、ルッジェーロ・マッカーリ
- 音楽：アルマンド・トロヴァヨーリ
- 撮影：パスクァリーノ・デ・サンティス
- 編集：ライモンド・クロチアーニ

## 映画賞受賞・ノミネーション
- 受賞
  - ナストロ・ダルジェント主演女優賞：ソフィア・ローレン
  - ナストロ・ダルジェント作曲賞：アルマンド・トロヴァヨーリ
  - ナストロ・ダルジェント脚本賞：エットーレ・スコラ、マウリツィオ・コスタンツォ、ルッジェーロ・マッカーリ
  - ダヴィッド・ディ・ドナテッロ賞監督賞：エットーレ・スコラ
  - ダヴィッド・ディ・ドナテッロ賞主演女優賞：ソフィア・ローレン
  - ゴールデングローブ賞外国映画賞
  - セザール賞外国映画賞：エットーレ・スコラ
- ノミネーション
  - カンヌ国際映画祭パルム・ドール：エットーレ・スコラ
  - アカデミー外国語映画賞
  - アカデミー主演男優賞：マルチェロ・マストロヤンニ
  - ゴールデングローブ賞 主演男優賞 (ドラマ部門)：マルチェロ・マストロヤンニ